# Reyrevignes
Reyrevignes é uma comuna francesa na região administrativa de Occitânia, no departamento de Lot. Estende-se por uma área de 12,44 km². Em 2010 a comuna tinha 389 habitantes (densidade: 31,3 hab./km²).